# Viscount Chetwynd
Viscount Chetwynd, of Bearhaven in the County of Cork, ist ein erblicher britischer Adelstitel in der Peerage of Ireland.

## Verleihung
Am 29. Juni 1717 wurde der Titel für den englischen Unterhausabgeordneten Walter Chetwynd geschaffen, zusammen mit dem nachgeordneten Titel Baron Rathdowne, of Rathdowne in the County of Dublin. Beide Titel wurden ihm mit dem besonderen Vermerk verliehen, dass diese in Ermangelung eigener männlicher Nachkommen auch an seine beiden Brüder, die ebenfalls Unterhausabgeordnete waren, und deren männliche Nachkommen vererbbar seien. Obwohl er ein Engländer aus Staffordshire war, wurden die Titel nicht in der Peerage of Great Britain, sondern der Peerage of Ireland verliehen. Er konnte dadurch seinen Sitz im britischen House of Commons behalten und verlor diesen nicht zugunsten eines Sitzes im britischen House of Lords.
Der Familiensitz des ersten Viscounts, Ingestre Hall bei Stafford, fiel beim Tod seines jüngeren Bruders, des 2. Viscounts, 1767 an dessen Tochter, während die Titel an dessen jüngsten Bruder, den 3. Viscount, fielen. Heutiger Titelinhaber ist seit 2015 dessen Ur-ur-ur-ur-ur-urenkel als 11. Viscount. Dieser lebt in Bryanston, Südafrika.

## Liste der Viscounts Chetwynd (1717)
- Walter Chetwynd, 1. Viscount Chetwynd (1678–1736)
- John Chetwynd, 2. Viscount Chetwynd (um 1680–1767)
- William Chetwynd, 3. Viscount Chetwynd (1684–1770)
- William Chetwynd, 4. Viscount Chetwynd (1721–1791)
- Richard Chetwynd, 5. Viscount Chetwynd  (1757–1821)
- Richard Chetwynd, 6. Viscount Chetwynd (1800–1879)
- Richard Chetwynd, 7. Viscount Chetwynd (1823–1911)
- Godfrey Chetwynd, 8. Viscount Chetwynd (1863–1936)
- Adam Chetwynd, 9. Viscount Chetwynd  (1904–1965)
- Adam Chetwynd, 10. Viscount Chetwynd  (1935–2015)
- Adam Chetwynd, 11. Viscount Chetwynd  (* 1969)

Titelerbe (Heir apparent) ist der älteste Sohn des aktuellen Titelinhabers Hon. Connor Chetwynd (* 2001).